# ВЕС Гег-Єрен ЕнергіПарк
ВЕС Гег-Єрен ЕнергіПарк (норв. Høg-Jæren EnergiPark) — норвезька наземна вітроелектростанція, для розміщення якої обрали округ Ругаланн у регіоні Вестланн (південно-західне узбережжя країни, що виходить до Північного моря).
Станція, розміщена на південь від Ставангеру, складається з 32 турбін німецької компанії Siemens SWT-2.3-93 потужністю 2,3 МВт кожна. Першу чергу у складі 26 турбін ввели в експлуатацію у 2011 році, останні 6 агрегатів у 2012-му. Діаметр ротора турбін дорівнює 93 м. Вони змонтовані на баштах висотою 80 м, для встановлення кожної з яких заливали фундамент площею 17,5×17,5 м та товщиною 4 м.
Загальна потужність ВЕС становить 73,6 МВт, розрахункове середньорічне виробництво електроенергії — 240 млн кВт-год.